# Giorgio Ardisson
Giorgio Ardisson (* 13. Dezember 1931 in Turin; † 11. Dezember 2014 in Cerveteri) war ein italienischer Schauspieler, der meist unter dem anglisierten Vornamen „George“ auftrat.

## Leben
Ardisson, von athletischer Statur und blond, wurde meist mit Agentenfilmen in Verbindung gebracht und war für einige Zeit gar als „der italienische James Bond“ bekannt.
Tatsächlich begann seine schauspielerische Karriere bereits mit einem Debüt in Mauro Bologninis Arrangiatevi! (1959), um dann mit Co-Star-Rollen in Peplums und Abenteuerfilmen fortgesetzt zu werden, so u. a. in Die Rache der Wikinger und Vampire gegen Herakles (beide von Mario Bava inszeniert).
Seine Auftritte in Agentenfilme wurden geprägt durch die kurze Reihe von Agent 3S3-Filmen (dessen dritter Einsatz nur in der BRD so betitelt wurde) unter der Regie von Sergio Sollima, die die in den 1960er Jahren übliche Mischung aus Spannung, Gadgets und ein bisschen Erotik bereithielten.
Später spielte Ardisson auch in Italowestern und einigen Giallos. Gegen Mitte der 1970er Jahre wurde er dann immer mehr in Sex-Komödien, später auch in Horror- und Actionfilmen minderer Machart (und Budgetierung) eingesetzt, in denen er auch meist wie ein Fremdkörper wirkte. Auch war er an fast jedem Film des Regisseurs Sergio Pastore beteiligt, dessen Werke jedoch kaum Distribution erhielten und schwer aufzufinden sind. Ardisson war somit bis zu Beginn der 1990er Jahre zu sehen.
Ardisson war bis zu seinem Tod mehr als 61 Jahre mit Micaela verheiratet, mit der er drei Kinder hatte, von denen eines vor ihm starb.

## Filmografie
- 1959: Arrangiatevi!
- 1960: König der Seeräuber (Morgan il pirata)
- 1961: Der Letzte der Wikinger (L’ultimo dei Vichinghi)
- 1961: Vampire gegen Herakles (Ercole al centro della terra)
- 1961: Die Rache der Wikinger (Gli invasori)
- 1962: Twist, Lolite e vitelloni
- 1962: Zorros Heimkehr und Rache (Zorro alla corte di Spagna)
- 1962: Cleopatra, die nackte Königin (Una regina per Cesare)
- 1963: Sfida al diavolo
- 1964: Der Todesfluch der brennenden Hexe (I lunghi capelli della morte)
- 1964: Keinen Cent für Ringos Kopf (Massacro al Grande Canyon)
- 1965: Agent 3S3 kennt kein Erbarmen (Agente 3S3: Passaporto per l’inferno)
- 1965: Herkules und die Prinzessin von Troja (Hercules and the Princess of Troy) (Fernsehfilm)
- 1965: Julia und die Geister (Giulietta degli spiriti)
- 1966: Agent 3S3 pokert mit Moskau (Agente 3S3, massacro al sole)
- 1966: Fünf vor 12 in Caracas (Inferno a Caracas)
- 1966: Agent Pik As – Zeitbombe Orient (Asso di picche operazione controspionaggio)
- 1967: Agent 3S3 setzt alles auf eine Karte (Omicidio per appuntamento)
- 1967: Du stirbst um sechs in Tetuan (La lunga sfida)
- 1968: Django – den Colt an der Kehle (Chiedi perdono a Dio… non a me)
- 1968: O tutto o niente
- 1968: El Zorro
- 1969: Una ragazza di Praga
- 1970: Django sfida Sartana
- 1970: Il tuo dolce copro da uccidere
- 1970: L’oro dei bravados
- 1970: Die Weibchen
- 1971: I racconti di Padre Brown: Le colpe del principe Saradine (Fernsehserie, 1 Folge)
- 1971: L’uomo più velenoso del cobra
- 1972: Le vergine di Bali
- 1973: Sedicianni
- 1974: Ciak, si muore
- 1974: Commissariato di notturna
- 1974: La nipote
- 1975: Eine Jungfrau in Blue Jeans (Una vergine in famiglia)
- 1975: Faccia di spia
- 1975: Il torcinaso
- 1975: La Guerre du pétrole N'aura pas lieu
- 1975: L'ingenua
- 1976: Lo stallone
- 1977: Il Signor ministro li pretese tutti e subito
- 1977: L'assassino speranza delle donne
- 1977: Polizia selvaggia
- 1978: Der Angriff kommt aus dem All, und auf der Erde herrscht Terror (Occhi dalle stelle)
- 1979: Il viziaccio
- 1979: Supersexymarket
- 1980: Erotic Family
- 1981: Carcerato
- 1982: Amok – Aufruhr in Afrika (Amok)
- 1982: La villa delle anime maledette
- 1982: Terremoto napoletano
- 1983: Höllentrip ins Jenseits (Eroina)
- 1983: Pin il monello
- 1984: La donna del mare
- 1985: I mercenari raccontano
- 1986: La trasgressione
- 1987: Amore inquieto di Maria
- 1987: La croce dalle sette pietre
- 1987: Delitti
- 1988: Die Miami Cops (La vendetta)
- 1988: La tempesta
- 1990: Viaggio di nozze in giallo
- 1991: Una donna da guardare
- 1992: Chiara d'Assisi – Storia di una christina (Fernsehfilm)
- 1992: Shadow Warriors